# Panurgus farinosus
Panurgus farinosus är en biart som beskrevs av Warncke 1972. Panurgus farinosus ingår i släktet fibblebin, och familjen grävbin. Inga underarter finns listade i Catalogue of Life.